# Райлэнс, Джульет
Джульет Райлэнс (англ. Juliet Rylance; род. 26 июля 1979, Лондон) — английская актриса театра, кино и телевидения.

## Биография
Джульет Кэтрин ван Кампен родилась 26 июля 1979 года в Хаммерсмите, Лондон. Мать — Клэр ван Кампен, отец — Крис ван Кампен, отчим — актёр Марк Райлэнс. У Джульет была младшая сестра Наташа ван Кампен (1984—2012). В 2002 году Джульет окончила Королевскую академию драматического искусства. В ноябре 2008 года вышла замуж за актёра Кристиана Камарго.
Дебютировала на телевидении в 2003 году. Получила известность благодаря ролям в фильмах «Синистер», «Милая Фрэнсис», «Синистер 2», а также сериале «Больница Никербокер». В 2016 году сыграла главную роль в сериале «Американская готика».

## Фильмография
| Год       |     | Русское название               | Оригинальное название                          | Роль                 |
| --------- | --- | ------------------------------ | ---------------------------------------------- | -------------------- |
| 2003      | кор | Берл                           | The Burl                                       | Джули                |
| 2005      | ф   | Животное                       | Animal                                         | Мария Нильсен        |
| 2012      | ф   | Синистер                       | Sinister                                       | Трейси               |
| 2012      | ф   | Милая Фрэнсис                  | Frances Ha                                     | Джанель              |
| 2014      | ф   | Дни и ночи                     | Days and Nights                                | Ева                  |
| 2014—2015 | с   | Больница Никербокер            | The Knick                                      | Корнелия Робертсон   |
| 2015      | ф   | Синистер 2                     | Sinister 2                                     | Трейси Осволт        |
| 2015      | с   | Тайна материи: Поиск элементов | The Mystery of Matter: Search for the Elements | Мария Кюри           |
| 2015      | ф   | Вне себя                       | Amok                                           | Лиза                 |
| 2016      | с   | Американская готика            | American Gothic                                | Элисон Хоуторн-Прайс |
| 2017      | ф   | Собачья жизнь                  | A Dog's Purpose                                | Элизабет             |
| 2017      | ф   | Любовь после любви             | Love After Love                                | Ребекка              |
| 2018      | с   | МакМафия                       | McMafia                                        | Ребекка Харпер       |
| 2019      | ф   | Жена художника                 | The Artist's Wife                              | Анджела Смитсон      |
| 2020—2023 | с   | Перри Мейсон                   | Perry Mason                                    | Делла Стрит          |
| 2022      | ф   | Джилл                          | Jill                                           | Джоанн               |

## Театральные работы
| Название               | Роль                | Театр                                   |
| ---------------------- | ------------------- | --------------------------------------- |
| Зимняя сказка          | Пердита             | Shakespeare’s Globe Theatre             |
| Троил и Крессида       | Крессида            | Shakespeare’s Globe Theatre             |
| Баш: Последние пьесы   | Медея               | Trafalgar Studios, London               |
| Я — Шекспир            | Мэри Сидней         | Chichester Festival Theatre and UK Tour |
| Ромео и Джульетта      | Джульетта Капулетти | Middle Temple Hall, London              |
| Отелло                 | Дездемона           | Theatre for a New Audience’s            |
| Как вам это понравится | Розалинда           | Bridge Project                          |
| Буря                   | Миранда             | Bridge Project                          |
| Три сестры             | Ирина               | Classic Stage Company                   |
| Вишнёвый сад           | Варя                | Classic Stage Company                   |
| Иванов                 | Саша                | Classic Stage Company                   |

## Награды и номинации
| Год  | Награда               | Категория                             | Работа                 | Результат |
| ---- | --------------------- | ------------------------------------- | ---------------------- | --------- |
| 2009 | Lucille Lortell Award | Лучшая актриса                        | Отелло                 | Номинация |
| 2010 | Obie                  | Лучшая актриса                        | Как вам это понравится | Победа    |
| 2014 | Спутник               | Лучший актёрский ансамбль телесериала | Больница Никербокер    | Победа    |